# Acció Republicana
Acció Republicana (en castellà Acción Republicana) va ser una agrupació política de caràcter progressista i republicana fundada per Manuel Azaña el 1925 i que es constituí en partit polític el 1930. Els seus principals trets eren l'autonomisme, el compromís amb la reforma agrària i una reforma de l'Exèrcit espanyol. Precisament fou el 1930 quan patí l'escissió de la branca més esquerra, liderada per Marcel·lí Domingo, que acabà fundant el Partit Republicà Radical Socialista (PRRS).
El grup va ser un dels integrants de l'Aliança Republicana, participà en el Pacte de Sant Sebastià per derrocar la Monarquia d'Alfons XIII, i es va implicar en la construcció i consolidació de la Segona República Espanyola. Fou un dels integrants del govern provisional que prengué el poder després de la sortida del país del rei.
A les eleccions generals de 1931 va tenir un resultat de 30 diputats i malgrat la seva poca força parlamentària va ser des del primer moment un dels puntals dels Governs de la Segona República Espanyola fins a 1933, amb la presidència de Manuel Azaña.
La derrota de les esquerres a les eleccions del 1933, en les quals Acció Republicana només otingué 10 escons, el partit es fusionà amb altes grups republicans, com l'Organització Republicana Gallega Autònoma (ORGA) i el Partit Republicà Radical Socialista, el 1934 per constituir Izquierda Republicana sota la direcció d'Azaña.